# Orectolobus japonicus
El tiburón alfombra japonés (Orectolobus japonicus) es una especie de elasmobranquio orectolobiforme de la familia Orectolobidae.